# Happy Tree Friends シーズン1のエピソード一覧
Happy Tree Friends シーズン1のエピソード一覧（ハッピー・ツリー・フレンズ シーズンワンのエピソードいちらん）は、Happy Tree Friends シーズン1の詳細な一覧表である。

## 一覧
| エピソード番号 | タイトル                      | 見どころ | 主演                                                           | 副役 | 死亡者                                                                      | 教訓（最後のメッセージ）                     |
| -------------- | ----------------------------- | --- | -------------------------------------------------------------- | --- | --------------------------------------------------------------------------- | -------------------------------------------- |
| 1              | "Spin Fun Knowin' Ya"         | 記念すべき第1作目。公園で回転遊具を回す優しいランピー。しかし、頑張りすぎて徐々に超高速回転する。そして、最後は大変な事態が…！？                                              | - カドルス - ギグルス - トゥーシー - ランピー                  | | - トゥーシー - ギグルス - カドルス                                          | "Don't forget to floss!"                     |
| 2              | "House Warming"               | ペチュニアの為にツリーハウスを作った器用なハンディー。さっそく中に入って大喜び。しかし次の瞬間、予想外の大爆発が起こる。ペチュニアの運命は…！？                               | - ペチュニア - ハンディー                                      | | - なし                                                                      | "Smiles are always free!"                    |
| 3              | "Helping Helps"               | 足を怪我して松葉杖のギグルス。そこへ突然の大波が襲う。悲鳴を聞きつけたヒーロー、スプレンディドが助けに駆けつけるが果たして…！？ギグルスの母親も登場する。                     | - ギグルス - スプレンディド                                    | - ギグルスの母親 （特集のみ）                                                                                              | - ギグルス                                                                  | "Don't forget to stop and smell the roses!"  |
| 4              | "Crazy Antics"                | スニッフルズはアリが大好き。散歩中に見つけたアリの巣に、長い舌を伸ばす。しかし、アリも黙って食べられる訳にはいかない。                                                        | - スニッフルズ - アリ                                          | - 呪いの人型像 （外観のみ）                                                                                                | - スニッフルズ                                                              | "Buckle up for safety!"                      |
| 5              | "Havin' a Ball"               | ポップにボール遊びをしてもらってご満悦のカブ。しかし、ボールが転がっていった先は…。息子のために優しいポップが困難に立ち向かう。                                               | - ポップ - カブ                                                | - ランピー （外観のみ） | - ポップ - カブ - ランピー - 名も無き住人達（画面外）                       | "Eat your veggies!"                          |
| 6              | "Water You Wading For"        | 遊泳禁止の池で遊ぶカドルス。そこに現れたのは凶暴な水中生物たち。臆病なフレイキーはカドルスを助ける事ができるか…！？                                                           | - カドルス - フレイキー                                        | - ピラニア - アシカ - ワニ - クジラ （外観のみ）                                                                           | - カドルス                                                                  | "Don't breathe under water!"                 |
| 7              | "Nuttin' Wrong with Candy"    | 甘いお菓子にめがないナッティーは、菓子の自動販売機を見つけて大喜び。さっそくお金を投入したが、お菓子が出てこない。何としてもお菓子を手に入れたいナッティが取った行動とは…！？ | - ナッティー                                                   | | - ナッティー                                                                | "Wash behind your ears!"                     |
| 8              | "Wheelin' and Dealin'"        | カーレースに出場する事になったリフティとシフティ。ライバルに勝つためには手段を選ばないふたり。果たして優勝は誰の手に…！？                                                     | - リフティ - シフティ                                          | - ランピー - ハンディー （特集） - 名も無き住人達 （外観）                                                                 | - ハンディー - リフティ - シフティ                                          | "Look both ways before crossing the street!" |
| 9              | "Pitchin' Impossible"         | 遊園地で的当てゲームのお店を開いているランピー。そこへやってきたのは目が不自由なザ・モール。                                                                                  | - ザ・モール - ペチュニア - ランピー                           | - 名も無き住人達 （外観のみ）                                                                                              | - ペチュニア - ランピー - 名も無き住人達                                    | "Take your vitamins!"                        |
| 10             | "Stayin' Alive"               | ディスコ・ベアーは、ティータイムを楽しむギグルスとペチュニアを見つけ、得意のダンスを披露しながらナンパに勤しむ。                                                              | - ディスコ・ベアー - ペチュニア - ギグルス                     | | - ギグルス - ペチュニア                                                     | "An apple a day keeps the doctor away!"      |
| 11             | "Treasure These Idol Moments" | ある日、公園で人の形をした謎の像を発見したトゥーシー。しかし、それは手に入れた者を不幸にする呪いの人型像だった。終わりのない不幸の連鎖がいま始まる。                          | - トゥーシー - スニッフルズ - カブ - フレイキー - 呪いの人型像 | - ランピー （外観のみ） | - トゥーシー - スニッフルズ - カブ - フレイキー - ランピー                  | "If friends were flowers, I'd pick You!"     |
| 12             | "Chip Off the Ol' Block"      | ハンモックでくつろぐポップと、芝刈り機で遊ぶカブ。 | - ポップ - カブ                                                | | - カブ                                                                      | "Plant kindness and gather love!"            |
| 13             | "Nuttin' but the Tooth"       | 虫歯の痛みに耐えられず、ついに歯科やってきたナッティ。そこにいたのは歯科医のトゥーシー。しかし、彼は虫歯の本を読んでいた。本当に大丈夫…！？                                   | - ナッティー - トゥーシー                                      | - ランピー （外観のみ） | - なし                                                                      | "Brush after every meal!"                    |
| 14             | "Hide and Seek"               | かくれんぼしているフリッピーが数を数えていると、聞こえてきたのはキツツキの音…。その瞬間に戦場にいた頃、恐怖と戦っていた記憶がよみがえる…！！                                  | - ペチュニア - トゥーシー - フレイキー - フリッピー            | - キツツキ （外観のみ） | - キツツキ - トゥーシー - フレイキー - ペチュニア                           | "After the rain comes a rainbow!"            |
| 15             | "Whose Line Is It Anyway"     | 釣りを楽しんでいるラッセル。大物が掛かるかな？と考えながら貝を食べている。 | - ラッセル                                                     | | - ラッセル                                                                  | "Adopt a pet!"                               |
| 16             | "Boo Do You Think You Are?"   | 遊園地にやってきたギグルス、フレイキー、スニッフルズ。早速お化け屋敷に乗車をはじめた。どんなオバケが待ち受けているかな？？                                                    | - ギグルス - スニッフルズ - フレイキー                         | - 名も無き住人達（外観のみ）                                                                                               | - スニッフルズ - ギグルス - フレイキー                                      | "Don't take candy from strangers!"           |
| 17             | "Mime and Mime Again"         | 大怪我をしたトゥーシーをお見舞いに来たマイム。得意のパントマイムで元気付けてあげることに。                                                                                    | - トゥーシー - マイム                                          | | - トゥーシー                                                                | "Silence is golden!"                         |
| 18             | "You're Baking Me Crazy"      | ペチュニアの誕生日パーティーのお誘いに張り切ってケーキを作るランピー。インターホンが鳴ると、ランピーは腰にタオルを巻いて出る。そして事件が…！！                               | - ギグルス - ランピー                                          | - ペチュニア （外観のみ）                                                                                                  | - ギグルス                                                                  | "Watch a sunrise!"                           |
| 19             | "Tongue Twister Trouble"      | クロ・マーモット、ギグルスと共に凍った池でスケートを楽しむスニッフルズ。アリを発見して、さっそく舌を伸ばすが…。                                                               | - スニッフルズ (改作版にはスプレンディドが加わる) - アリ       | - ネコ （特集） - ギグルス (改作版では主役) - クロ・マーモット （外観）                                                    | - スニッフルズ                                                              | "Mind your manners!"                         |
| 20             | "Meat Me for Lunch"           | 肉屋に侵入して肉を盗みだしたリフティ＆シフティ。思惑通り大成功する。これで今夜は肉が食べられる！…と思ったら！？                                                               | - リフティ - シフティ - ランピー                               | - ペチュニア （外観のみ）                                                                                                  | - シフティ - リフティ                                                       | "Read a book!"                               |
| 21             | "Sweet Ride"                  | アイスクリームを買ってご満悦のカドルス。それを見たナッティーは…。 | - カドルス - ナッティー                                        | - クロ・マーモット （外観のみ）                                                                                            | - ナッティー - カドルス                                                     | "Don't jaywalk!"                             |
| 22             | "It's a Snap"                 | ランピーの悲鳴を聞きつけて飛んできたスプレンディドが見たのはトラバサミ。果たして、ランピーを無事救出できるか！？                                                              | - ランピー - スプレンディド                                    | - カブ （外観のみ） | - カブ - ランピー                                                           | "You don't need a reason to send flowers!"   |
| 23             | "Off the Hook"                | 貝を探して海中に潜るラッセル。貝を見つけて大喜び。ちょうどその頃、海の上では釣りを楽しむランピーの姿が。大物は釣れるか？？                                                    | - ランピー - ラッセル                                          | - 呪いの人型像 - デンキウナギ （外観のみ）                                                                                 | - ラッセル                                                                  | "Don't litter!"                              |
| 24             | "Spare Me"                    | ボーリングを楽しむハンディーとスニッフルズ。その後、ハンディーはソーダを飲みながら一息。そして悲劇が…！！                                                                     | - スニッフルズ - ハンディー - ザ・モール                       | | - スニッフルズ                                                              | "Laughter is the best medicine!"             |
| 25             | "Snow What? That's What!"     | クロ・マーモットと雪合戦をするギグルス。しかし、熱が入りすぎて、クロ・マーモットが斜面から落下してしまう。急斜面を滑り落ちるクロ・マーモットの運命は…！？                     | - ギグルス - クロ・マーモット                                  | - ペチュニア - ランピー （特集のみ）                                                                                       | - ペチュニア - ランピー - ギグルス                                          | "Never eat the last cookie!"                 |
| 26             | "This Is Your Knife"          | キャンプファイヤーを楽しむカドルス、ギグルス、フレイキー。そこへフリッピーが通りかかった。しかし、音を立てる焚き火を見ているうちに…？                                         | - カドルス - ギグルス - フレイキー - フリッピー                | | - カドルス - ギグルス - フレイキー                                          | "Plant a tree!"                              |
| 27             | "Happy Trails, Part One"      | ランピーの運転するスクールバスに乗っているカドルスたち。車内ではしゃぐ、何でもないの日常のはずが…。目の前に迫るのは深く切り立った危険な崖！？                                 | - カドルス - ペチュニア - ランピー - マイム                    | - ギグルス - トゥーシー - スニッフルズ - ハンディー - フレイキー - ザ・モール - 名も無き住人達 - 呪いの人型像 （外観のみ） | - カドルス - マイム - ペチュニア - トゥーシー - ザ・モール - 名も無き住人達 | "Keep your promises!"                        |